# 新北市私立福瑞斯特高級中學
新北市福瑞斯特高級中學（Forestry High School），是台灣新北市土城區的一所私立學校，由中華中學停招後，轉由全新經營團隊辦學，學校現有小學部/國中部，學生人數約200人。

## 校史
- 2022年5月，更名為「福瑞斯特高級中學」，原中華中學走入歷史。
- 2023年8月，招收國小學部一二年級、國中部一二年級學生。

## 歷任校長
| 任別 | 任期                   | 姓名   |
| ---- | ---------------------- | ------ |
| 1    | 2022年9月 － 2023年6月 | 陳雨水 |
| 2    | 2023年7月 － 現任      | 黃文煜 |

## 外部連結
- 福瑞斯特高中 （页面存档备份，存于）